# Spurr (cràter)
Spurr apareix com les restes restes d'un cràter d'impacte lunar inundat per la lava. Es troba enmig de la plana del Palus Putredinis, al sud-est del cràter Arquimedes.

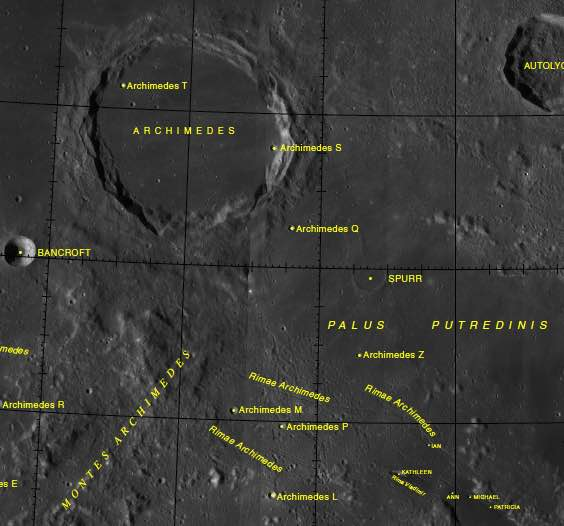
Entorn d'Spurr (localitzat al centre de la meitat dreta de la imatge)

Solament la meitat sud de la vora sobresurt perceptiblement a través del material de la mar lunar, mentre que la secció nord de la paret té semblança amb el perfil d'un cràter palimpsest.
La formació va ser coneguda com a Archimedes K abans que la UAI li assignés el seu nom actual.